# Parantrop
Els parantrops (Paranthropus), coneguts informalment com a australopitecins robustos, són un gènere extint de primats de la família dels homínids que visqueren a Àfrica des del Pliocè superior fins al Plistocè inferior, fa entre 781.000 anys i 3,6 milions d'anys. Representa un llinatge evolutiu paral·lel al que porta a la humanitat probablement de la tribu dels australopitecinis, que està relacionat amb els australopitec. El gènere conté dues espècies àmpliament acceptades: Paranthropus robustus i Paranthropus boisei, i també es considera que Paranthropus aethiopicus pertany al gènere, tanmateix la validesa de parantrop és contestada, i de vegades es considera que és sinònim d'australopitec. Van viure fa aproximadament 2,9 i 1,2 milions d'anys (mya) des del final del Pliocè fins al Plistocè mitjà.

## Història

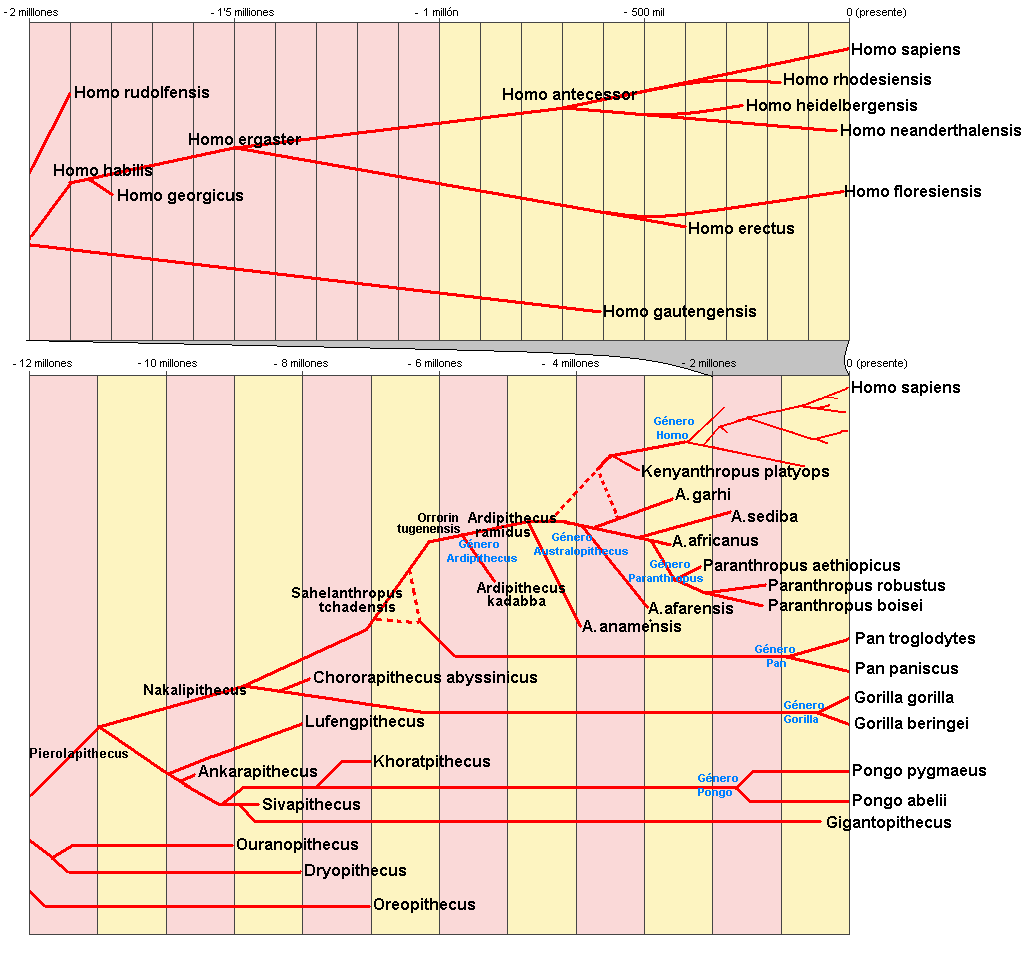
Filogènesi de la família Hominidae

Els gèneres Homo (que inclou humans moderns), Parantrop i kenyantrop van evolucionar a partir d'algunes espècies d'australopitec. En general es considera que les espècies integrants d'aquest gènere son Paranthropus aethiopicus, la més antiga amb les restes més antigues a la formació etíop Omo Kibish datades en 2,6 milions d'anys al final del Pliocè, i que de vegades es considera l'ancestre directe de P. boisei i P. robustus. Paranthropus boisei i Paranthropus robustus, però no està gaire clar que pertanyin al tronc filogenètic que portaria directament al gènere Homo i hi ha debat sobre si algunes espècies d'australopitec s'han de reclassificar en nous gèneres, o si parantrop i kenyantrop són sinònims d'Australopithecus, en part a causa de la inconsistència taxonòmica.
És possible que Paranthropus aethiopicus hagi evolucionat fins i tot abans, fins a 3,3 milions d'anys, a les planes inundables de Kenya de l'època. Les restes més antigues de P. boisei daten d'uns 2,3 milions d'anys de Malema, Malawi. P. boisei va canviar notablement poc durant els seus gairebé un milió d'anys d'existència. Parantrop s'havia estès a Sud-àfrica fa 2 milions d'anys amb les restes més primerenques de P. robustus. Totes aquestes espècies només s'han trobat a Àfrica i sembla que vivien en ambients més forestals que els australopitecs pròpiament dits. Paranthropus robustus va cohabitar el Bressol de la Humanitat amb Homo ergaster/Homo erectus, i les dues espècies van viure al costat d'australopithecus sediba que es coneix des de fa uns 2 milions d'anys a Malapa. L'exemplar més recent d'australopithecus africanus data de fa uns 2,07 milions d'anys, al voltant de l'arribada de P. robustus i H. erectus. S'ha debatut si P. robustus hauria tingut o no relacions simbiòtiques, neutrals o antagonistes amb Australopithecus i Homo contemporanis. És possible que Sud-àfrica fos un refugi per a Australopitec fins fa uns 2 milions d'anys amb l'inici d'una gran variabilitat i volatilitat climàtiques, i potencialment competència amb Homo i Parantrop.
Arbre genealògic d'acord a un estudi de 2019:
|                            | Ardipitec                  |
|                            |                            |
| Australopithecus anamensis | Australopithecus afarensis |
|                            | Australopithecus afarensis |

|  | Paranthropus aethiopicus                                                      |
|  |                                                                               |
|  | \| \| Paranthropus boisei \| \| \| \| \| \| Paranthropus robustus \| \| \| \| |
|  |                                                                               |
|  | Paranthropus boisei                                                           |
|  |                                                                               |
|  | Paranthropus robustus                                                         |
|  |                                                                               |

|  | Paranthropus boisei   |
|  |                       |
|  | Paranthropus robustus |
|  |                       |

|  | Australopithecus sediba                                      |
|  |                                                              |
|  | \| \| Homo habilis \| \| \| \| \| \| Altres Homo \| \| \| \| |
|  |                                                              |
|  | Homo habilis                                                 |
|  |                                                              |
|  | Altres Homo                                                  |
|  |                                                              |

|  | Homo habilis |
|  |              |
|  | Altres Homo  |
|  |              |

|  | Australopithecus sediba                                      |
|  |                                                              |
|  | \| \| Homo habilis \| \| \| \| \| \| Altres Homo \| \| \| \| |
|  |                                                              |
|  | Homo habilis                                                 |
|  |                                                              |
|  | Altres Homo                                                  |
|  |                                                              |

|  | Homo habilis |
|  |              |
|  | Altres Homo  |
|  |              |

|  | Australopithecus sediba                                      |
|  |                                                              |
|  | \| \| Homo habilis \| \| \| \| \| \| Altres Homo \| \| \| \| |
|  |                                                              |
|  | Homo habilis                                                 |
|  |                                                              |
|  | Altres Homo                                                  |
|  |                                                              |

|  | Homo habilis |
|  |              |
|  | Altres Homo  |
|  |              |

|  | Australopithecus sediba                                      |
|  |                                                              |
|  | \| \| Homo habilis \| \| \| \| \| \| Altres Homo \| \| \| \| |
|  |                                                              |
|  | Homo habilis                                                 |
|  |                                                              |
|  | Altres Homo                                                  |
|  |                                                              |

|  | Homo habilis |
|  |              |
|  | Altres Homo  |
|  |              |

|  | Paranthropus aethiopicus                                                      |
|  |                                                                               |
|  | \| \| Paranthropus boisei \| \| \| \| \| \| Paranthropus robustus \| \| \| \| |
|  |                                                                               |
|  | Paranthropus boisei                                                           |
|  |                                                                               |
|  | Paranthropus robustus                                                         |
|  |                                                                               |

|  | Paranthropus boisei   |
|  |                       |
|  | Paranthropus robustus |
|  |                       |

|  | Australopithecus sediba                                      |
|  |                                                              |
|  | \| \| Homo habilis \| \| \| \| \| \| Altres Homo \| \| \| \| |
|  |                                                              |
|  | Homo habilis                                                 |
|  |                                                              |
|  | Altres Homo                                                  |
|  |                                                              |

|  | Homo habilis |
|  |              |
|  | Altres Homo  |
|  |              |

|  | Australopithecus sediba                                      |
|  |                                                              |
|  | \| \| Homo habilis \| \| \| \| \| \| Altres Homo \| \| \| \| |
|  |                                                              |
|  | Homo habilis                                                 |
|  |                                                              |
|  | Altres Homo                                                  |
|  |                                                              |

|  | Homo habilis |
|  |              |
|  | Altres Homo  |
|  |              |

|  | Australopithecus sediba                                      |
|  |                                                              |
|  | \| \| Homo habilis \| \| \| \| \| \| Altres Homo \| \| \| \| |
|  |                                                              |
|  | Homo habilis                                                 |
|  |                                                              |
|  | Altres Homo                                                  |
|  |                                                              |

|  | Homo habilis |
|  |              |
|  | Altres Homo  |
|  |              |

|  | Australopithecus sediba                                      |
|  |                                                              |
|  | \| \| Homo habilis \| \| \| \| \| \| Altres Homo \| \| \| \| |
|  |                                                              |
|  | Homo habilis                                                 |
|  |                                                              |
|  | Altres Homo                                                  |
|  |                                                              |

|  | Homo habilis |
|  |              |
|  | Altres Homo  |
|  |              |

|                            | Ardipitec                  |
|                            |                            |
| Australopithecus anamensis | Australopithecus afarensis |
|                            | Australopithecus afarensis |

|  | Paranthropus aethiopicus                                                      |
|  |                                                                               |
|  | \| \| Paranthropus boisei \| \| \| \| \| \| Paranthropus robustus \| \| \| \| |
|  |                                                                               |
|  | Paranthropus boisei                                                           |
|  |                                                                               |
|  | Paranthropus robustus                                                         |
|  |                                                                               |

|  | Paranthropus boisei   |
|  |                       |
|  | Paranthropus robustus |
|  |                       |

|  | Australopithecus sediba                                      |
|  |                                                              |
|  | \| \| Homo habilis \| \| \| \| \| \| Altres Homo \| \| \| \| |
|  |                                                              |
|  | Homo habilis                                                 |
|  |                                                              |
|  | Altres Homo                                                  |
|  |                                                              |

|  | Homo habilis |
|  |              |
|  | Altres Homo  |
|  |              |

|  | Australopithecus sediba                                      |
|  |                                                              |
|  | \| \| Homo habilis \| \| \| \| \| \| Altres Homo \| \| \| \| |
|  |                                                              |
|  | Homo habilis                                                 |
|  |                                                              |
|  | Altres Homo                                                  |
|  |                                                              |

|  | Homo habilis |
|  |              |
|  | Altres Homo  |
|  |              |

|  | Australopithecus sediba                                      |
|  |                                                              |
|  | \| \| Homo habilis \| \| \| \| \| \| Altres Homo \| \| \| \| |
|  |                                                              |
|  | Homo habilis                                                 |
|  |                                                              |
|  | Altres Homo                                                  |
|  |                                                              |

|  | Homo habilis |
|  |              |
|  | Altres Homo  |
|  |              |

|  | Australopithecus sediba                                      |
|  |                                                              |
|  | \| \| Homo habilis \| \| \| \| \| \| Altres Homo \| \| \| \| |
|  |                                                              |
|  | Homo habilis                                                 |
|  |                                                              |
|  | Altres Homo                                                  |
|  |                                                              |

|  | Homo habilis |
|  |              |
|  | Altres Homo  |
|  |              |

|  | Paranthropus aethiopicus                                                      |
|  |                                                                               |
|  | \| \| Paranthropus boisei \| \| \| \| \| \| Paranthropus robustus \| \| \| \| |
|  |                                                                               |
|  | Paranthropus boisei                                                           |
|  |                                                                               |
|  | Paranthropus robustus                                                         |
|  |                                                                               |

|  | Paranthropus boisei   |
|  |                       |
|  | Paranthropus robustus |
|  |                       |

|  | Australopithecus sediba                                      |
|  |                                                              |
|  | \| \| Homo habilis \| \| \| \| \| \| Altres Homo \| \| \| \| |
|  |                                                              |
|  | Homo habilis                                                 |
|  |                                                              |
|  | Altres Homo                                                  |
|  |                                                              |

|  | Homo habilis |
|  |              |
|  | Altres Homo  |
|  |              |

|  | Australopithecus sediba                                      |
|  |                                                              |
|  | \| \| Homo habilis \| \| \| \| \| \| Altres Homo \| \| \| \| |
|  |                                                              |
|  | Homo habilis                                                 |
|  |                                                              |
|  | Altres Homo                                                  |
|  |                                                              |

|  | Homo habilis |
|  |              |
|  | Altres Homo  |
|  |              |

|  | Australopithecus sediba                                      |
|  |                                                              |
|  | \| \| Homo habilis \| \| \| \| \| \| Altres Homo \| \| \| \| |
|  |                                                              |
|  | Homo habilis                                                 |
|  |                                                              |
|  | Altres Homo                                                  |
|  |                                                              |

|  | Homo habilis |
|  |              |
|  | Altres Homo  |
|  |              |

|  | Australopithecus sediba                                      |
|  |                                                              |
|  | \| \| Homo habilis \| \| \| \| \| \| Altres Homo \| \| \| \| |
|  |                                                              |
|  | Homo habilis                                                 |
|  |                                                              |
|  | Altres Homo                                                  |
|  |                                                              |

|  | Homo habilis |
|  |              |
|  | Altres Homo  |
|  |              |

|                            | Ardipitec                  |
|                            |                            |
| Australopithecus anamensis | Australopithecus afarensis |
|                            | Australopithecus afarensis |

|  | Paranthropus aethiopicus                                                      |
|  |                                                                               |
|  | \| \| Paranthropus boisei \| \| \| \| \| \| Paranthropus robustus \| \| \| \| |
|  |                                                                               |
|  | Paranthropus boisei                                                           |
|  |                                                                               |
|  | Paranthropus robustus                                                         |
|  |                                                                               |

|  | Paranthropus boisei   |
|  |                       |
|  | Paranthropus robustus |
|  |                       |

|  | Australopithecus sediba                                      |
|  |                                                              |
|  | \| \| Homo habilis \| \| \| \| \| \| Altres Homo \| \| \| \| |
|  |                                                              |
|  | Homo habilis                                                 |
|  |                                                              |
|  | Altres Homo                                                  |
|  |                                                              |

|  | Homo habilis |
|  |              |
|  | Altres Homo  |
|  |              |

|  | Australopithecus sediba                                      |
|  |                                                              |
|  | \| \| Homo habilis \| \| \| \| \| \| Altres Homo \| \| \| \| |
|  |                                                              |
|  | Homo habilis                                                 |
|  |                                                              |
|  | Altres Homo                                                  |
|  |                                                              |

|  | Homo habilis |
|  |              |
|  | Altres Homo  |
|  |              |

|  | Australopithecus sediba                                      |
|  |                                                              |
|  | \| \| Homo habilis \| \| \| \| \| \| Altres Homo \| \| \| \| |
|  |                                                              |
|  | Homo habilis                                                 |
|  |                                                              |
|  | Altres Homo                                                  |
|  |                                                              |

|  | Homo habilis |
|  |              |
|  | Altres Homo  |
|  |              |

|  | Australopithecus sediba                                      |
|  |                                                              |
|  | \| \| Homo habilis \| \| \| \| \| \| Altres Homo \| \| \| \| |
|  |                                                              |
|  | Homo habilis                                                 |
|  |                                                              |
|  | Altres Homo                                                  |
|  |                                                              |

|  | Homo habilis |
|  |              |
|  | Altres Homo  |
|  |              |

|  | Paranthropus aethiopicus                                                      |
|  |                                                                               |
|  | \| \| Paranthropus boisei \| \| \| \| \| \| Paranthropus robustus \| \| \| \| |
|  |                                                                               |
|  | Paranthropus boisei                                                           |
|  |                                                                               |
|  | Paranthropus robustus                                                         |
|  |                                                                               |

|  | Paranthropus boisei   |
|  |                       |
|  | Paranthropus robustus |
|  |                       |

|  | Australopithecus sediba                                      |
|  |                                                              |
|  | \| \| Homo habilis \| \| \| \| \| \| Altres Homo \| \| \| \| |
|  |                                                              |
|  | Homo habilis                                                 |
|  |                                                              |
|  | Altres Homo                                                  |
|  |                                                              |

|  | Homo habilis |
|  |              |
|  | Altres Homo  |
|  |              |

|  | Australopithecus sediba                                      |
|  |                                                              |
|  | \| \| Homo habilis \| \| \| \| \| \| Altres Homo \| \| \| \| |
|  |                                                              |
|  | Homo habilis                                                 |
|  |                                                              |
|  | Altres Homo                                                  |
|  |                                                              |

|  | Homo habilis |
|  |              |
|  | Altres Homo  |
|  |              |

|  | Australopithecus sediba                                      |
|  |                                                              |
|  | \| \| Homo habilis \| \| \| \| \| \| Altres Homo \| \| \| \| |
|  |                                                              |
|  | Homo habilis                                                 |
|  |                                                              |
|  | Altres Homo                                                  |
|  |                                                              |

|  | Homo habilis |
|  |              |
|  | Altres Homo  |
|  |              |

|  | Australopithecus sediba                                      |
|  |                                                              |
|  | \| \| Homo habilis \| \| \| \| \| \| Altres Homo \| \| \| \| |
|  |                                                              |
|  | Homo habilis                                                 |
|  |                                                              |
|  | Altres Homo                                                  |
|  |                                                              |

|  | Homo habilis |
|  |              |
|  | Altres Homo  |
|  |              |

|                            | Ardipitec                  |
|                            |                            |
| Australopithecus anamensis | Australopithecus afarensis |
|                            | Australopithecus afarensis |

|  | Paranthropus aethiopicus                                                      |
|  |                                                                               |
|  | \| \| Paranthropus boisei \| \| \| \| \| \| Paranthropus robustus \| \| \| \| |
|  |                                                                               |
|  | Paranthropus boisei                                                           |
|  |                                                                               |
|  | Paranthropus robustus                                                         |
|  |                                                                               |

|  | Paranthropus boisei   |
|  |                       |
|  | Paranthropus robustus |
|  |                       |

|  | Australopithecus sediba                                      |
|  |                                                              |
|  | \| \| Homo habilis \| \| \| \| \| \| Altres Homo \| \| \| \| |
|  |                                                              |
|  | Homo habilis                                                 |
|  |                                                              |
|  | Altres Homo                                                  |
|  |                                                              |

|  | Homo habilis |
|  |              |
|  | Altres Homo  |
|  |              |

|  | Australopithecus sediba                                      |
|  |                                                              |
|  | \| \| Homo habilis \| \| \| \| \| \| Altres Homo \| \| \| \| |
|  |                                                              |
|  | Homo habilis                                                 |
|  |                                                              |
|  | Altres Homo                                                  |
|  |                                                              |

|  | Homo habilis |
|  |              |
|  | Altres Homo  |
|  |              |

|  | Australopithecus sediba                                      |
|  |                                                              |
|  | \| \| Homo habilis \| \| \| \| \| \| Altres Homo \| \| \| \| |
|  |                                                              |
|  | Homo habilis                                                 |
|  |                                                              |
|  | Altres Homo                                                  |
|  |                                                              |

|  | Homo habilis |
|  |              |
|  | Altres Homo  |
|  |              |

|  | Australopithecus sediba                                      |
|  |                                                              |
|  | \| \| Homo habilis \| \| \| \| \| \| Altres Homo \| \| \| \| |
|  |                                                              |
|  | Homo habilis                                                 |
|  |                                                              |
|  | Altres Homo                                                  |
|  |                                                              |

|  | Homo habilis |
|  |              |
|  | Altres Homo  |
|  |              |

|  | Paranthropus aethiopicus                                                      |
|  |                                                                               |
|  | \| \| Paranthropus boisei \| \| \| \| \| \| Paranthropus robustus \| \| \| \| |
|  |                                                                               |
|  | Paranthropus boisei                                                           |
|  |                                                                               |
|  | Paranthropus robustus                                                         |
|  |                                                                               |

|  | Paranthropus boisei   |
|  |                       |
|  | Paranthropus robustus |
|  |                       |

|  | Australopithecus sediba                                      |
|  |                                                              |
|  | \| \| Homo habilis \| \| \| \| \| \| Altres Homo \| \| \| \| |
|  |                                                              |
|  | Homo habilis                                                 |
|  |                                                              |
|  | Altres Homo                                                  |
|  |                                                              |

|  | Homo habilis |
|  |              |
|  | Altres Homo  |
|  |              |

|  | Australopithecus sediba                                      |
|  |                                                              |
|  | \| \| Homo habilis \| \| \| \| \| \| Altres Homo \| \| \| \| |
|  |                                                              |
|  | Homo habilis                                                 |
|  |                                                              |
|  | Altres Homo                                                  |
|  |                                                              |

|  | Homo habilis |
|  |              |
|  | Altres Homo  |
|  |              |

|  | Australopithecus sediba                                      |
|  |                                                              |
|  | \| \| Homo habilis \| \| \| \| \| \| Altres Homo \| \| \| \| |
|  |                                                              |
|  | Homo habilis                                                 |
|  |                                                              |
|  | Altres Homo                                                  |
|  |                                                              |

|  | Homo habilis |
|  |              |
|  | Altres Homo  |
|  |              |

|  | Australopithecus sediba                                      |
|  |                                                              |
|  | \| \| Homo habilis \| \| \| \| \| \| Altres Homo \| \| \| \| |
|  |                                                              |
|  | Homo habilis                                                 |
|  |                                                              |
|  | Altres Homo                                                  |
|  |                                                              |

|  | Homo habilis |
|  |              |
|  | Altres Homo  |
|  |              |

## Habitat
Es creu que el parantrop preferia habitar paisatges boscosos i riberencs. Les dents de parantrop , H. habilis i H. erectus es coneixen a partir de diversos llits superposats a l'Àfrica oriental, com la gorja d'Olduvai i la conca del Llac Turkana. P. robustus i H. erectus també semblen haver coexistit. P. boisei, que s'ha trobat a la Gran Vall del Rift, pot haver viscut normalment a les zones humides al llarg de llacs i rius, arbustos boscosos o àrids i boscos semiàrids, encara que la seva presència als llits de Chiwondo de Malawi, dominats per la sabana, implica que podien tolerar una gran varietat d'hàbitats. Durant el Plistocè, sembla que hi havia boscos costaners i de muntanya a l'Àfrica oriental. Les valls fluvials més expansives, com la vall del riu Omo, poden haver servit com a refugis importants per a les criatures que habiten els boscos. Separats dels boscos de l'Àfrica Central per un corredor de sabana, aquests boscos de l'Àfrica oriental haurien promogut altes taxes d'endemisme, especialment durant èpoques de volatilitat climàtica. El bressol de la Humanitat, l'única zona de la qual es coneix P. robustus, estava dominat principalment per la gacela Antidorcas recki, però altres antílops, girafes i elefants també eren aparentment abundants megafauna. Altres primats coneguts són els primers Homo, el babuí hamadryas i l'extint mico colobí Cercopithecoides williamsi.

## Morfologia
Parantrop tenia un crani de construcció massiva, alt i pla, amb una cresta sagital prominent semblant a un goril·la al llarg de la línia mitjana que ancorava els músculs temporals massius utilitzats per mastegar. El volum de la caixa del seu cervell tenia una mitjana d'uns 500 cm³, comparable als gràcils australopitecins, però més petit que el de l'Homo. Com altres australopitec, parantrop presentava dimorfisme sexual, amb els mascles notablement més grans que les femelles. Tenien dents molars grans amb un recobriment d'esmalt dental relativament gruixut (megadòncia postcanina) i incisius comparativament petits (de mida semblant als humans moderns), possiblement adaptacions al processament d'aliments abrasius. Les dents de P. aethiopicus es van desenvolupar més ràpidament que les de P. boisei.
Parantrop tenia sutures al crani, adaptacions per resistir grans forces de mossegada mentre s'alimentava. Es creia que el seu paladar notablement gruixut era una adaptació per resistir la gran força de mossegada, però s'explica millor com un subproducte de l'allargament facial i de l'anatomia nasal. P. boisei va adaptar la frontissa de la mandíbula per triturar aliments de costat a costat (en lloc d'amunt i avall com fan els humans moderns) per processar aliments abrasius amb midó, que probablement constituïen la major part de la seva dieta. P. robustus podria haver mastegat de davant a darrere, i tenia característiques anatòmiques menys exagerades que P. boisei, ja que potser no necessitava aquesta tècnica de mastegar, permetent-lo processar millor els aliments més durs.
A diferència de P. robustus, els avantbraços de P. boisei estaven construïts fortament, cosa que podria suggerir un comportament suspensiu habitual com en els orangutans i els gibons. Un omòplat de P. boisei indica músculs infraespinosos llargs, fet que també s'associa amb un comportament suspensori. Un cúbit de P. aethiopicus, en canvi, mostra més semblances amb Homo que P. boisei. Parantrop era bípede, i els seus malucs, cames i peus s'assemblen a A. afarensis i als humans moderns. La pelvis és semblant a A. afarensis, però les articulacions del maluc són més petites a P. robustus. La similitud física implica una marxa similar al caminar. El seu dit gros del peu modern i humà indica una postura del peu moderna i una amplitud de moviment, però l'articulació més distal del turmell hauria inhibit el cicle de la marxa humana moderna. Als 1,8 milions d'anys, Parantrop i H. habilis poden haver assolit aproximadament el mateix grau de bipedalitat.
En comparació amb el cap gran i robust, el cos de parantrop era bastant petit. El pes mitjà de P. robustus pot haver estat de 40 kg per als mascles i de 32 kg per a les femelles, i de 50 kg els mascles i 34 kg les femelles de P. boisei. La femella pesava aproximadament el mateix que l'H. erectus contemporani, però els mascles d'H. erectus pesaven de mitjana 13 kg més que els mascles de P. robustus. Els jaciments de P. robustus estan estranyament dominats per adults petits, que pot significar una major depredació o mortalitat dels mascles més grans d'un grup. L'individu de parantrop més gros conegut es va estimar en 54 kg. Segons un estudi de 1991, basat en la longitud del fèmur i utilitzant les dimensions dels humans moderns, s'estima que el mascle i la femella de P. robustus tenien una mitjana de 132 i 110 cm, respectivament, i els de P. boisei 137 i 124 cm, i el 2013, es va estimar que un esquelet parcial de P. boisei masculí d'1,34 Ma feia almenys 156 cm i 50 kg.

## Dieta
Els parantrop s'alimentaven de manera generalista, amb una dieta que variava en funció del seu hàbitat.

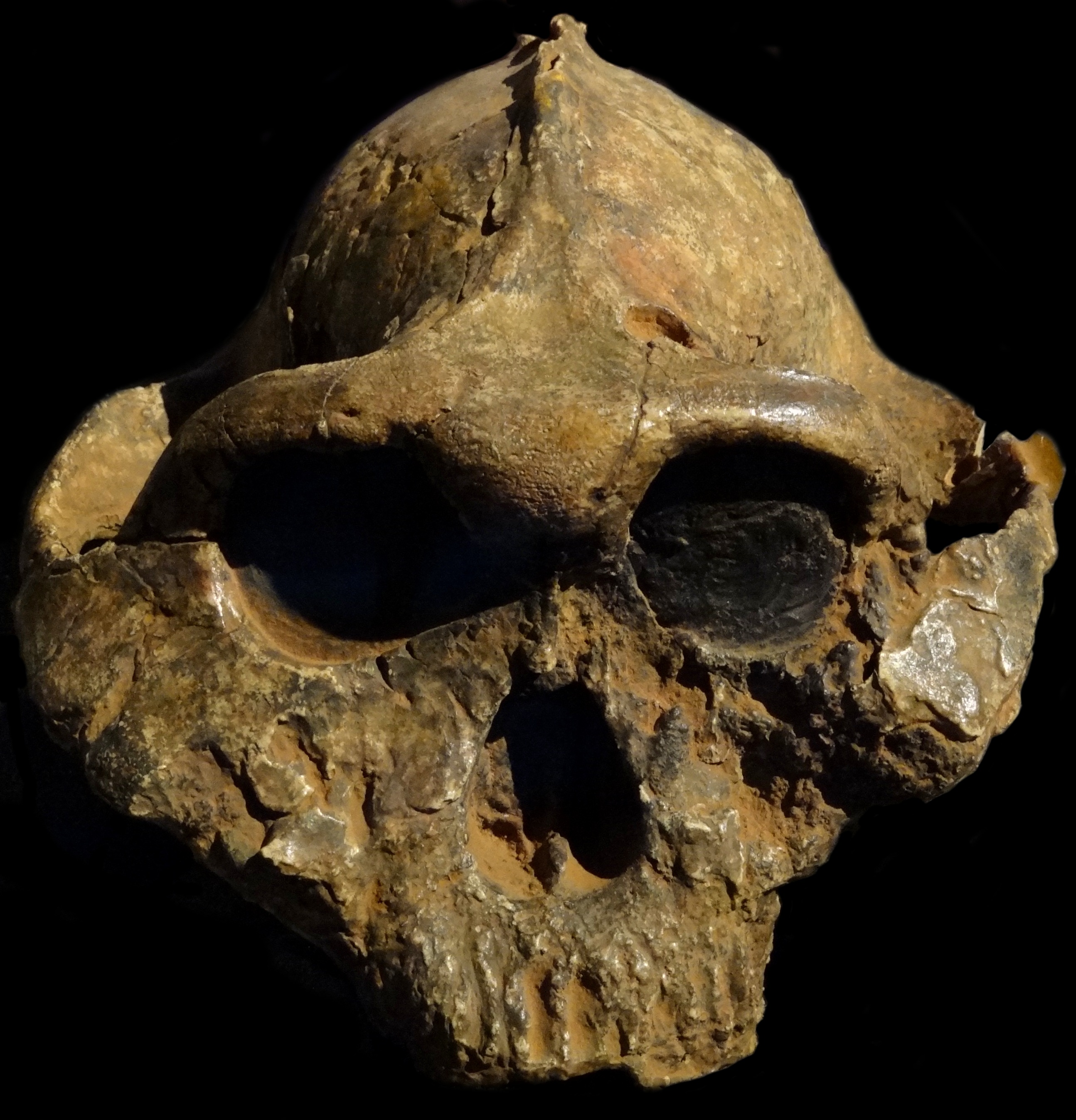
El crani de Paranthropus boisei, conegut com a KNM ER 406

Inicialment es creia que Paranthropus boisei trencava fruita de closca amb les dents, però com els goril·les,`probablement preferia els aliments tous, i en temps d'escassetat consumiria els durs emprant llavors les seves dents, que tenien un gruixut esmalt que resistia l'abrasió de les partícules granulades en triturar els aliments durs. El P. boisei de l'Àfrica oriental sembla haver estat en gran part herbívor i s'ha alimentat de plantes de sabana C4. Les seves poderoses mandíbules li van permetre consumir una gran varietat de plantes diferents, encara que semblava preferir els corms, rics en nutrients, ja que se sap que van prosperar als boscos humits on es creu que van habitar, i podien satisfer els seus requeriments calòrics diaris d'aproximadament 9.700 kJ després d'unes 6 hores d'alimentació.

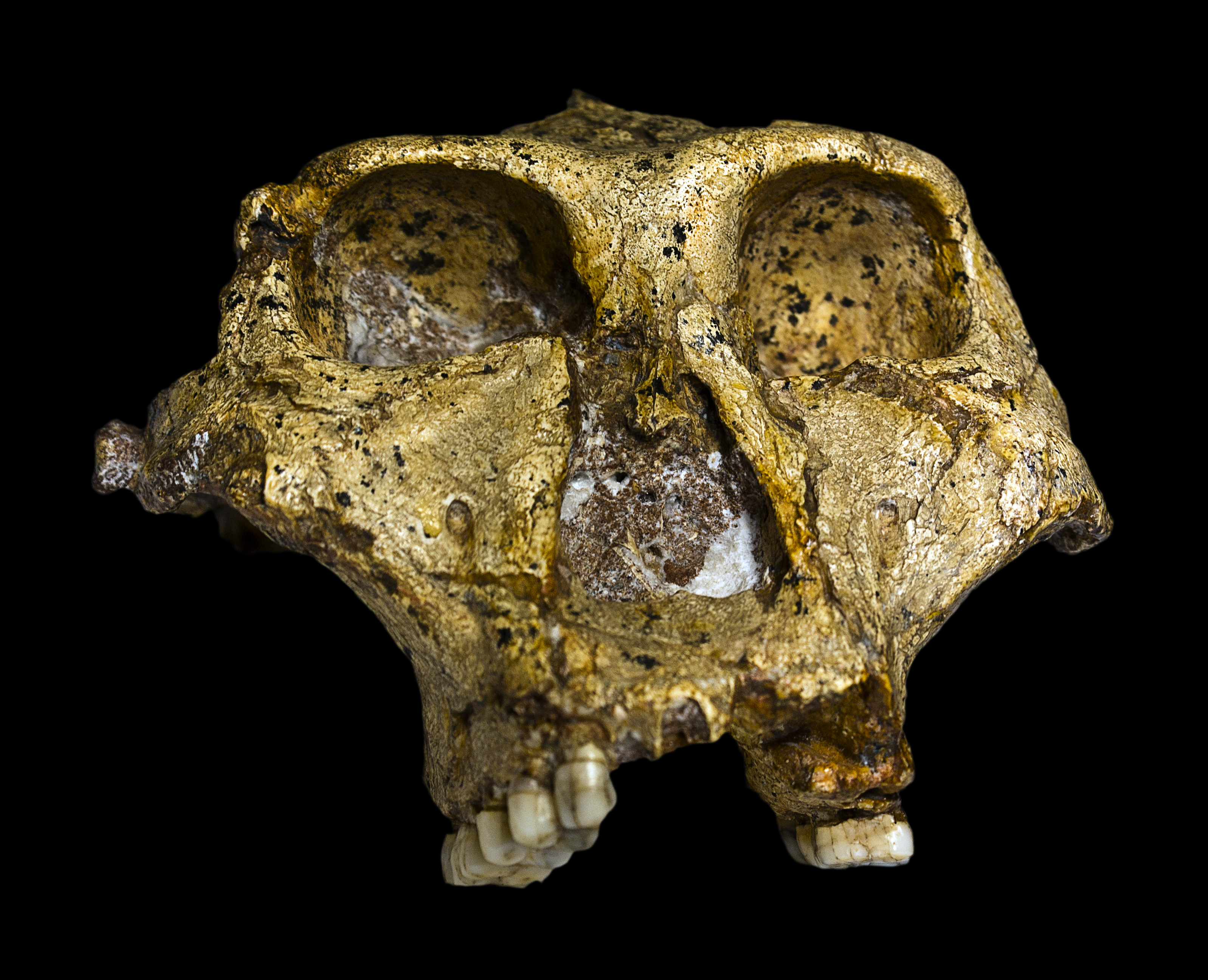
El crani complet original (sense mandíbula) d'un Paranthropus robustus d'1,8 milions d'anys conegut com SK-48 descobert a Sud-àfrica

El sud-africà Paranthropus robustus sembla haver estat omnívor, amb una dieta similar als Homo contemporanis i gairebé idèntica al posterior Homo ergaster, i subsistia principalment amb plantes de sabana C4 i plantes de bosc C3, que podria indicar canvis estacionals en la dieta o migracions estacional del bosc a la sabana. En èpoques d'escassetat, pot haver tornat a menjar aliments tous. Probablement també consumia llavors, tubercles o tèrmits Els P. robustus joves pot haver menjat més tubercles que els adults, atès els nivells elevats d'estronci en comparació amb els adults de les dents de la cova de Swartkrans, que, a la zona, probablement provenien de tubercles. L'exposició a la dentina de les dents juvenils podria indicar un deslletament precoç o una dieta més abrasiva que els adults que van desgastar els recobriments de ciment i esmalt, o ambdues coses. També és possible que els joves fossin menys capaços d'eliminar la sorra dels aliments desenterrats en lloc de buscar deliberadament aliments més abrasius.

## Estructura social
Donades les notables diferències anatòmiques i físiques amb els grans simis moderns, és possible que no hi hagi cap anàleg modern a les societats d'australopitecins, de manera que les comparacions fetes amb els primats moderns no seran del tot exactes.
Parantrop tenia un dimorfisme sexual pronunciat, amb mascles notablement més grans que les femelles, fet que es correlaciona habitualment amb una societat polígama dominada per mascles. P. robustus podria haver tingut una societat d'harem similar als goril·les d'esquena platejada que viuen als boscos moderns, on un mascle té els drets de reproducció exclusius d'un grup de femelles, ja que la disparitat de mida entre mascle i femella és comparable a la dels goril·les mascles més joves, menys robustos que els mascles més grans. Tanmateix, si P. robustus preferia un hàbitat de sabana, una societat multimascle hauria estat més adient per defensar millor la el grup els depredadors en un l'entorn més exposat, com els babuïns de la sabana. A més, entre els primats, la maduresa retardada també s'exhibeix en el mico rhesus que té una societat multimascle, i pot ser que no sigui un indicador precís de l'estructura social. Un estudi d'isòtops d'estronci de 2011 sobre les dents de P. robustus de la vall de Sterkfontein de dolomita va trobar que, com altres homínids, però a diferència d'altres grans simis, les femelles de P. robustus tenien més probabilitats d'abandonar el seu lloc de naixement (patrilocal) descartant la plausibilitat d'una societat harem donant lloc a una societat matrilocal a causa de l'augment de la competència entre homes i homes. Els mascles no semblaven haver-se aventurat gaire lluny de la vall, cosa que podria indicar petites zones d'habitatge, o bé que preferien els paisatges dolomítics a causa potser de l'abundància de coves o factors relacionats amb el creixement de la vegetació.

## Tecnologia

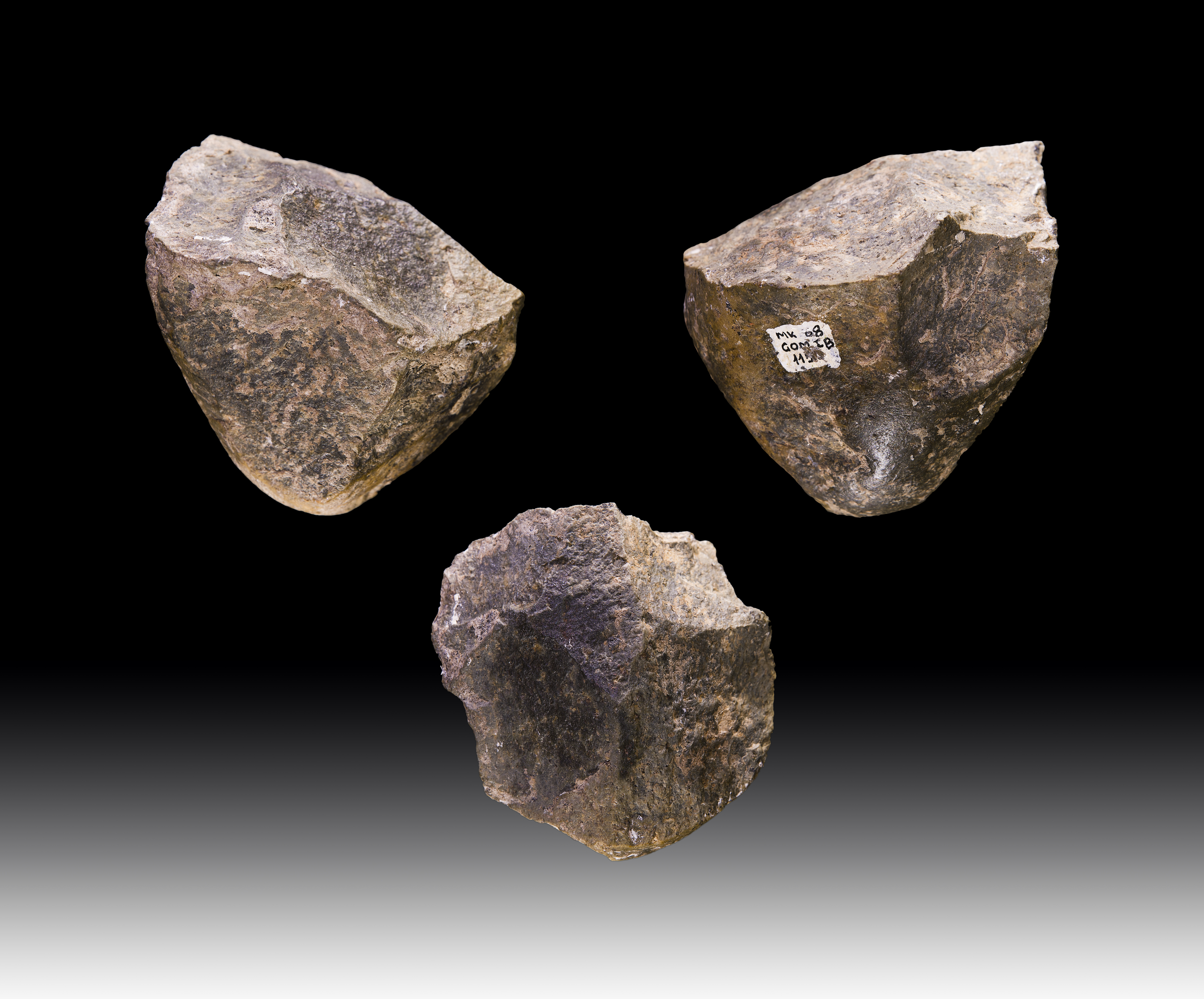
Còdol tallat: objecte de talla somera de l'olduvaià inicial

Es van descobrir eines de l'Olduvaià prop de les dents de Parantrop en un jaciment a la península de Homa, a l'oest de Kenya, utilitzades per picar i donar forma a altres roques o materials vegetals, datades entre 2,6 i 3 milions d'anys. A les coves de Swartkrans, Kromdraai i Drimolen s'han trobat en abundància eines d'os que daten entre 2,3 i 0,6 milions d'anys, sovint associades amb Paranthropus robustus. Tot i que Homo també habitava aquestes coves, les seves restes són comparativament més escasses que les de Parantrop, fent la seva atribució poc probable. Les eines coincideixen amb les indústries d'eines de pedra de l'Olduvaià associades a Homo, i possiblement de l'Acheulià. Les eines òssies s'obtenien normalment de l'eix d'ossos llargs de mamífers de mida mitjana i gran, però també s'han trobat eines fetes amb mandíbules, costelles i nuclis de banyes. També s'han trobat eines d'ossos a la gorja d'Oldawan directament associades amb Paranthropus boisei, el més jove que data de fa 1,34 milions d'anys, tot i que una gran proporció d'altres eines d'os d'aquest jaciment tenen una atribució ambigua. Les eines de pedra de Kromdraai possiblement es podrien atribuir a P. robustus, ja que encara no s'hi ha trobat cap Homo.
Les eines d'os no es van fabricar ni es van donar forma específicament per a una tasca, però com hi ha una preferència per a certs ossos, és probable que fossin triats específicament, indicant una capacitat cognitiva similar a l'Homo de l'edat de pedra contemporània. Les eines d'os poden haver estat utilitzades per tallar o processar vegetació, o desenterrar tubercles o tèrmits, La forma dels incisius de P. robustus sembla ser intermèdia entre H. erectus i els humans moderns, cosa que podria indicar un menor processament dels aliments fet amb les dents a causa de la preparació prèvia amb eines senzilles. Els ossos cremats també s'associen amb els habitants de Swartkrans indicant alguns dels primers usos del foc, però, aquests ossos es van trobar al membre 3, on les restes de Parantrop són més escasses que H. erectus, i també és possible que els ossos es cremessin en un incendi forestal i rentessin a la cova, doncs se sap que els ossos no van ser cremats al lloc.